# François Trébutor
 (juin 2016).
François Trébutor est un flibustier français originaire de Dieppe, considéré en son temps comme l'un des meilleurs marins de la mer des Caraïbes. 

## Biographie
D'origine modeste, il obtient son premier commandement comme capitaine flibustier en le 28 juillet 1669. Il reçoit à l'île de la Tortue une commission en guerre pour prendre sur les Espagnols, délivrée par le gouverneur d'Ogeron, qui, avec deux marchands de la petite île, participe à son armement. Trébutor commandait alors La Sainte-Catherine, un petit vaisseau de 100 tonneaux, armé de 14 canons, avec un équipage de 80 hommes. Peu de temps après l'obtention de sa commission, il appareille de la Tortue en compagnie d'un autre flibustier commandé par le capitaine Le Gascon[Qui ?], qui avait les mêmes armateurs que lui.
Croisant avec Le Gascon, Trébutor fait vraisemblablement escale, dans la seconde moitié de l'année 1669, aux Petites Antilles, où il peut avoir conduit une prise faite sur les Espagnols. En effet, une copie de sa commission parvient entre les mains du gouverneur de Sainte-Croix, qui en fait rapport au gouverneur général des Antilles françaises, Monsieur de Baas. La paix régnant alors avec l'Espagne, Baas s'étonne fortement que le gouverneur de la Tortue ait délivré de pareilles commissions et, en décembre, il demande des instructions au Roi sur le sujet. Mais Louis XIV avait autorisé d'Ogeron, par un ordre du mois de juin précédent, d'armer en course contre les Espagnols en Amérique, parce que ceux-ci continuaient toujours à s'attaquer aux bâtiments français dans le golfe du Mexique et en mer des Caraïbes en dépit des traités signés entre les deux nations. Cependant, quelques mois plus tard, Trébutor commet une erreur qui allait fournir à Baas, qui n'était pas partisan de la flibuste, le prétexte pour le faire arrêter.
Le 16 juin 1670, Trébutor, étant séparé depuis quelques jours de son associé Le Gascon, rencontre à la côte de Caracas un vaisseau portugais de 250 tonneaux. Il s'agissait du Sam Antonio avec à son bord environ 300 personnes, dont les deux tiers étaient des esclaves noirs, originaires du Cap Vert et qui avait été poussés par des vents contraires jusqu'aux Antilles. Comme les gens du Sam Antonio manquaient de vivres, le navire portugais alla droit vers la Sainte-Catherine, de laquelle sortirent seize flibustiers armés qui allèrent à son bord pour s'en saisir. Pendant quatre jours, Trébutor croise au large avec le bâtiment portugais à la recherche de son camarade Le Gascon qu'il ne trouve pas. À la place, le capitaine français tombe sur un flibustier anglais auquel il vend deux des quatre canons dont était armé le Sam Antonio. Deux jours plus tard, il se rend à l'île Avès où il carène la Sainte-Catherine. Trébutor et certains de ses hommes veulent alors laisser partir le vaisseau portugais, puisqu'il appartenait à une nation alliée et amie de la France. Mais la majeure partie de leurs camarades, avec à leur tête deux Français nommés Laforêt et Ancelin, s'y opposent, arguant qu'ils avaient déjà ôté deux canons au Sam Antonio et que c'était au gouverneur de la Tortue à juger si la prise était bonne ou non. Ces derniers l'emportent.
Le 29 juin 1670, quatorze des hommes de Trébutor s'embarquent à l'île Avés sur le Sam Antonio, avec sa cargaison de 200 esclaves noirs, de cire et d'ivoire ainsi que ses 80 marins, appareillant ensuite pour la Tortue. Quant au reste des gens de la prise portugaise au nombre de seize y compris le maître et l'armateur de celle-ci, Trébutor les fait embarquer avec quelques Espagnols qui montaient une barque que le flibustier avait prise auparavant. Et il se rend à la côte de Caracas, où il abandonne tous ses prisonniers. Quant à la prise portugaise, elle parvient à la côte de Saint-Domingue, mais elle n'est jamais adjugée par le gouverneur d'Ogeron. En effet, les hommes de Trébutor y arrivent alors qu'une révolte contre l'autorité du gouverneur venait d'éclater. Les esclaves de la prise portugaise sont ainsi achetés par certains des révoltés.
À la fin du mois d'octobre 1670, l'on retrouve Trébutor, qui avait rejoint Le Gascon, à l'île à Vache où le jamaïquain Henry Morgan rassemblait une grosse flotte de flibustiers pour aller attaquer une grosse ville espagnole[Laquelle ?]. À l'exemple de quelques autres flibustiers français, Trébutor se place alors sous les ordres de Morgan. Avec 110 hommes à bord de la Sainte-Catherine, il appareille de l'île à Vache au sein de la flotte jamaïquaine à la mi-décembre à destination de l'île Santa Catalina, qui est prise avant la fin du mois. Ainsi au cours des semaines suivantes, Trébutor participe à la prise du fort San Lorenzo à l'embouchure du río Chagres et à celle de la ville de Panama (janvier et février 1671). Au retour de cette expédition (mars 1671) qui est plus que décevante en termes de butin pour les flibustiers, Trébutor compte au nombre des capitaines qui refusent de demeurer plus longtemps sous les ordres de Morgan qui rentre d'ailleurs bientôt à la Jamaïque. Et il met le cap à destination de l'île de la Tortue.
Entre-temps, passant du Venezuela à Curaçao et de là aux Pays-Bas, Manuel Correa et Lorenzo de Matos, respectivement maître et armateur du Sam Antonio étaient parvenus à rallier Lisbonne où ils portent plainte au régent du royaume du Portugal pour la piraterie commise à leur endroit par le Français Trébutor. L'affaire est soumise à l'ambassadeur de France à Lisbonne, le marquis de Saint-Romain, qui transmet officiellement la plainte à Versailles par une lettre du 1er avril 1671 à laquelle fut jointe la déclaration de l'armateur Matos, lequel incriminait plus les hommes de Trébutor que le capitaine lui-même. Et, quelques mois plus tard, avant le milieu de l'année, le gouverneur général Baas recevait aux Antilles l'ordre de faire arrêter le capitaine Trébutor comme forban.
Baas confie à M. de Villepars, commandant le navire du Roi Le Mazarin et qui se trouvait avec son escadre à la côte de Saint-Domingue depuis juillet 1671, la mission de se saisir de Trébutor et de son navire La Sainte-Catherine, ce qui est fait assez rapidement. Vers le mois de septembre, Villepars conduit ainsi sa prise et ses prisonniers à l'île de la Tortue. Mais il y échoue son vaisseau Le Mazarin qui ne peut être sauvé. Profitant du naufrage, Trébutor et la majorité de son monde se sauvent sur l'île, ne laissant dans leur fuite qu'une dizaine de leurs compagnons encore captifs des officiers royaux, et ils gagnent ensuite les établissements de la côte de Saint-Domingue. La dizaine des gens de Trébutor qui ne peuvent prendre la fuite sont conduits le 6 novembre à la Martinique par le sieur de Montortié, un subordonné de Villepars.
Durant sa brève captivité, Trébutor avait vivement impressionné les officiers de la marine royale, par ses qualités de pilote, qui en font rapport au gouverneur général. Dans une lettre du 17 novembre 1671, Baas écrit au ministre Colbert qu'il avait certes puni les dix hommes du flibustier que Montortié lui avait ramenés, mais il ne tari pas d'éloge pour leur capitaine qu'il décrit comme un marin honnête et expérimenté dont il fallait plutôt s'attacher les services que le châtier. Une quinzaine de mois plus tard, Baas eut d'ailleurs à bénéficier des services de Trébutor.
Après son évasion du Mazarin, Trébutor semble avoir trouvé refuge à Léogane, petit établissement de la côte sud-ouest de Saint-Domingue où il se fait habitant. En effet, il est l'un des cent habitants de ce bourg qui s'embarquent, par ordre d'Ogeron, en février 1673 sur la frégate du roi La Petite-Infante en prévision de l'expédition contre la colonie néerlandaise de l'île de Curaçao qu'organisait alors le gouverneur général Baas. La Petite-Infante, à la différence d'un autre navire du roi nommé L'Écueil qui fait naufrage à Puerto Rico, rallie la flotte de Baas à l'île Sainte-Croix. Ainsi Trébutor participe à l'attaque contre Curaçao en mars, laquelle se réduit à un débarquement et à un rembarquement de troupes. Au retour, il sert de pilote aux navires du roi Le Belliqueux, la Petite-Infante et la Sibylle, qui, sous le commandement de Baas, se rendent ensuite à la côte de Saint-Domingue pour savoir ce qui était advenu du gouverneur d'Ogeron. Pour récompenser Trébutor de l'avoir conduit à bon port, Baas lui donne une barque anglaise prise à la côte de Saint-Domingue par le marquis de Maintenon, capitaine de la Sibylle. Et, en avril 1673, Trébutor, au commandement de cette barque, mène jusqu'au débouquement des Caïcos le gouverneur Baas et ses capitaines, qui après avoir visité la Tortue rentraient à la Martinique.
Ayant repris ses activités de flibustier qui sont cautionnées par la déclaration de la guerre avec l'Espagne (juillet 1673), Trébutor compte sans doute au nombre des capitaines recrutés par d'Ogeron, en octobre 1673, pour libérer des Espagnols ce qui restait des survivants du naufrage de L'Écueil. En effet, d'Ogeron le mentionne dans une lettre au ministre Colbert écrite avant son départ, dans laquelle, revenant sur l'affaire de la prise portugaise, il disait qu'il ne pouvait faire une justice équitable au flibustier, dont les hommes l'avaient obligé à commettre cette piraterie, puisque celle-ci datait déjà de plus de deux ans. Pourtant Trébutor ne semble pas avoir participé à cette expédition, étant probablement l'un des capitaines qui sont séparés de la flotte d'Ogeron par le mauvais temps une fois rendu aux côtes de Puerto Rico. Et, avant la fin de l'année, Trébutor est capturé par les Espagnols. Exquemelin soutient que c'est lors d'une descente aux environs de Mérida (la capitale du Yucatán), faite en association avec un autre capitaine français : il est repoussé par les Espagnols qui tuent plusieurs des siens et le font prisonnier. Roch le Brésilien, un commandant de sa compagnie lui succède.

### Sources et bibliographie
- Archives nationales, Colonies, C8, C9 et F3 164.
- (en) Calendar of State Papers, colonial series : America and West Indies 1574-1733, Public Record Office, Londres, 1862-1939, 27 vol.
- Michel-Christian Camus, L'île de la Tortue au cœur de la Flibuste caraïbe, coll. « Horizons Amérique Latine », Éditions L'Harmattan, 1997, 153 p.
- Nize Isabelo de Moraes, « La campagne négrière du Sam-Antonio-e-as-Almas (1670) » in Bulletin de l'Institut français d'Afrique noire, t. 40, sér. B. no. 4, 1978.
- Alexandre Olivier Exquemelin, Histoire des aventuriers flibustiers qui se sont signalés dans les Indes, etc., Paris, 1699, 2 tomes.
- Charles de La Roncière, Histoire de la Marine française, tomes 5 et 6, Paris, 1932.